# 房総の魅力500選
房総の魅力500選（ぼうそうのみりょくごひゃくせん）は、1983年（昭和58年）に千葉県の人口が500万人を突破したことを記念して、ふるさと再発見の考えのもと選ばれた名所、名物などである。

## 概要
選定は、各市町村に推薦された候補976項目の中から計500項目が、県民から募った投票の結果を踏まえ、有識者らによって構成された房総の魅力500選実行委員会により選定された。分野は、自然、歴史、施設、民俗、特産の5分野で、各分野から100項目ずつ選ばれた。

## 選定項目一覧
一覧の項目名称は千葉県発表の名称を使用しているため、地元での呼称、Wikipediaの項目名称と異なる場合がある。
また、施設分野については選定以降に名称を変更、または閉鎖等が発生している場合がある。

### 自然
海岸・岬・干潟・島（28項目）
- 1.九十九里浜（旭市～いすみ市）

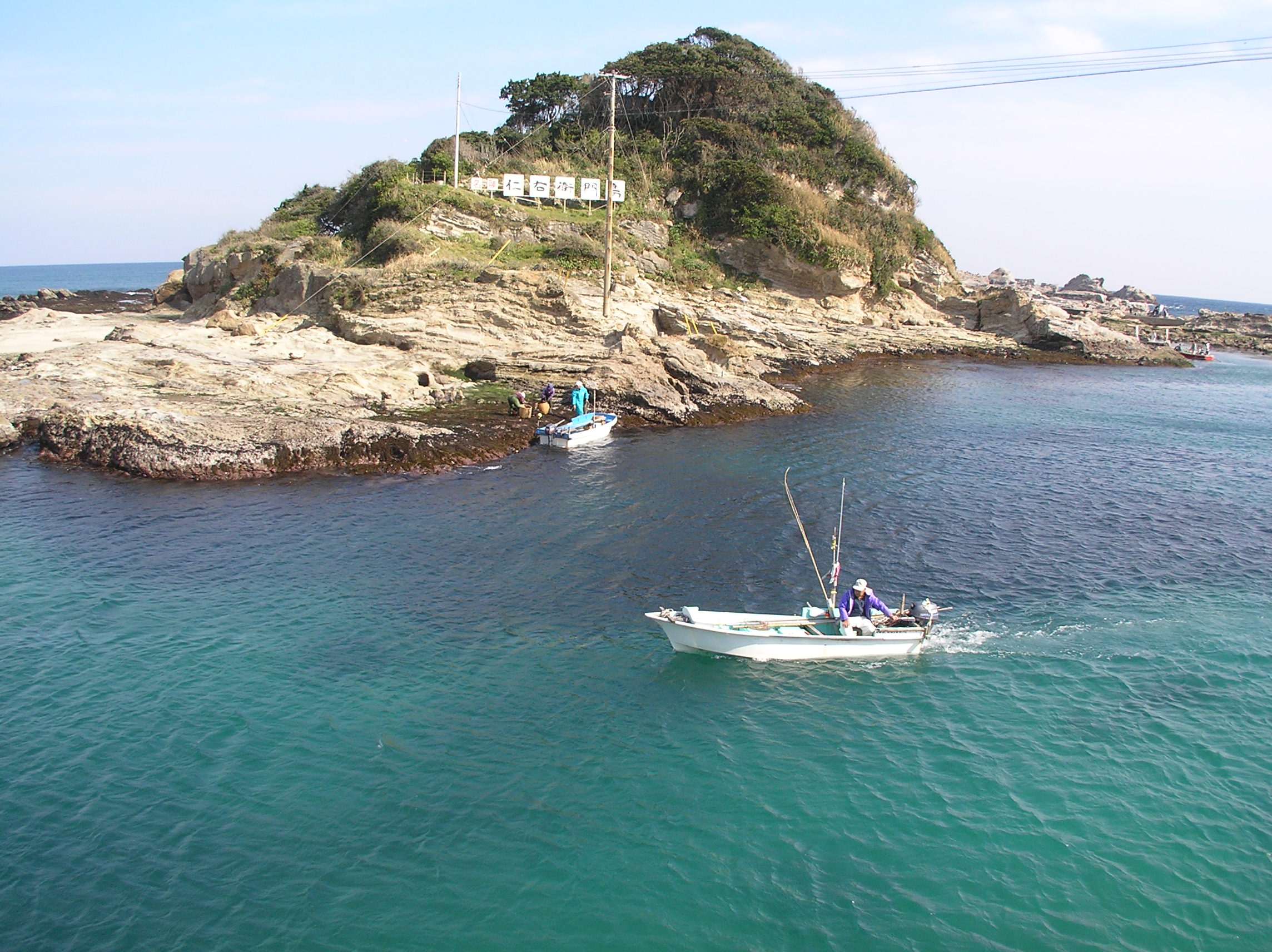
仁右衛門島

- 2.東京湾の潮干狩り場（市川市・船橋市・木更津市・富津市）
- 3.谷津干潟（習志野市）
- 4.行徳野鳥飛来地（市川市）
- 5.犬吠埼と君ヶ浜（銚子市）
- 6.屏風ヶ浦（銚子市・旭市）
- 7.刑部岬（旭市）
- 8.太東岬（いすみ市）
- 9.大原の八幡岬と丹ヶ浦（いすみ市）
- 10.岩船の釣師海（いすみ市）
- 11.御宿の砂浜と砂山（御宿町）
- 12.勝浦の八幡岬（勝浦市）
- 13.鵜原理想郷と尾名浦のメガネ岩（勝浦市）
- 14.おせんころがし（勝浦市）
- 15.鴨川松島（鴨川市）
- 16.仁右衛門島（鴨川市）
- 17.和田浦と浜千鳥の碑（南房総市）
- 18.千倉の磯浜（南房総市）
- 19.野島崎（南房総市）
- 20.根本海岸と屏風岩（南房総市）
- 21.平砂浦と砂山（館山市）
- 22.洲崎と洲崎灯台（館山市）
- 23.鏡ヶ浦と沖ノ島（館山市）
- 24.大房岬と富浦海岸（南房総市）
- 25.岩井海岸（南房総市）
- 26.勝山海岸と真珠島・浮島（鋸南町）
- 27.保田海岸（鋸南町）
- 28.富津岬と富津公園（富津市）

山（9項目）
- 29.大福山と梅ヶ瀬渓谷（市原市）
- 30.麻綿原高原（大多喜町）
- 31.嶺岡山系と曽呂温泉（鴨川市）
- 32.富山と伊予ヶ岳（南房総市）
- 33.鋸山（鋸南町・富津市）
- 34.清澄山と東大演習林（鴨川市）
- 35.高宕山と八良塚（ニホンザル生息地）（君津市・富津市）
- 36.鹿野山（君津市・富津市）
- 37.九十九谷（君津市）

川・滝（16項目）
- 38.江戸川（野田市～市川市）
- 39.利根川（野田市～銚子市）
- 40.利根運河（流山市）
- 41.横利根川（香取市）
- 42.栗山川とサケ（香取市～横芝光町）
- 43.一宮川（長南町～長生村）
- 44.夷隅川（勝浦市～いすみ市）
- 45.養老川（鴨川市～市原市）
- 46.養老渓谷と温泉郷（市原市・大多喜町）
- 47.粟又の滝（大多喜町）
- 48.坊滝（南房総市）
- 49.黒滝（南房総市）
- 50.小櫃川と河口干潟（鴨川市～木更津市）
- 51.七里川渓谷（君津市）
- 52.小糸川（君津市）
- 53.湊川（富津市）

沼・池・泉（8項目）

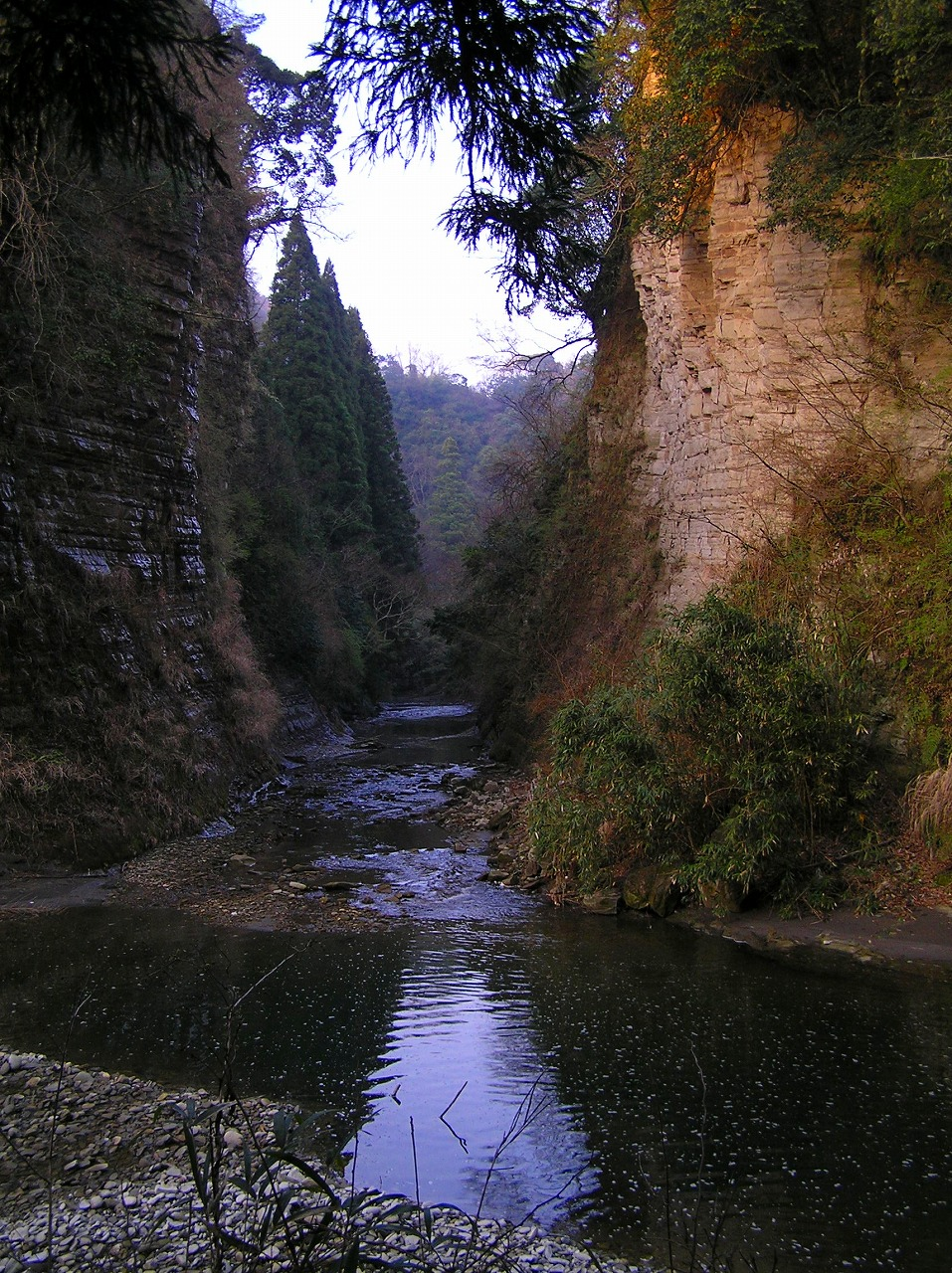
養老渓谷弘文洞跡

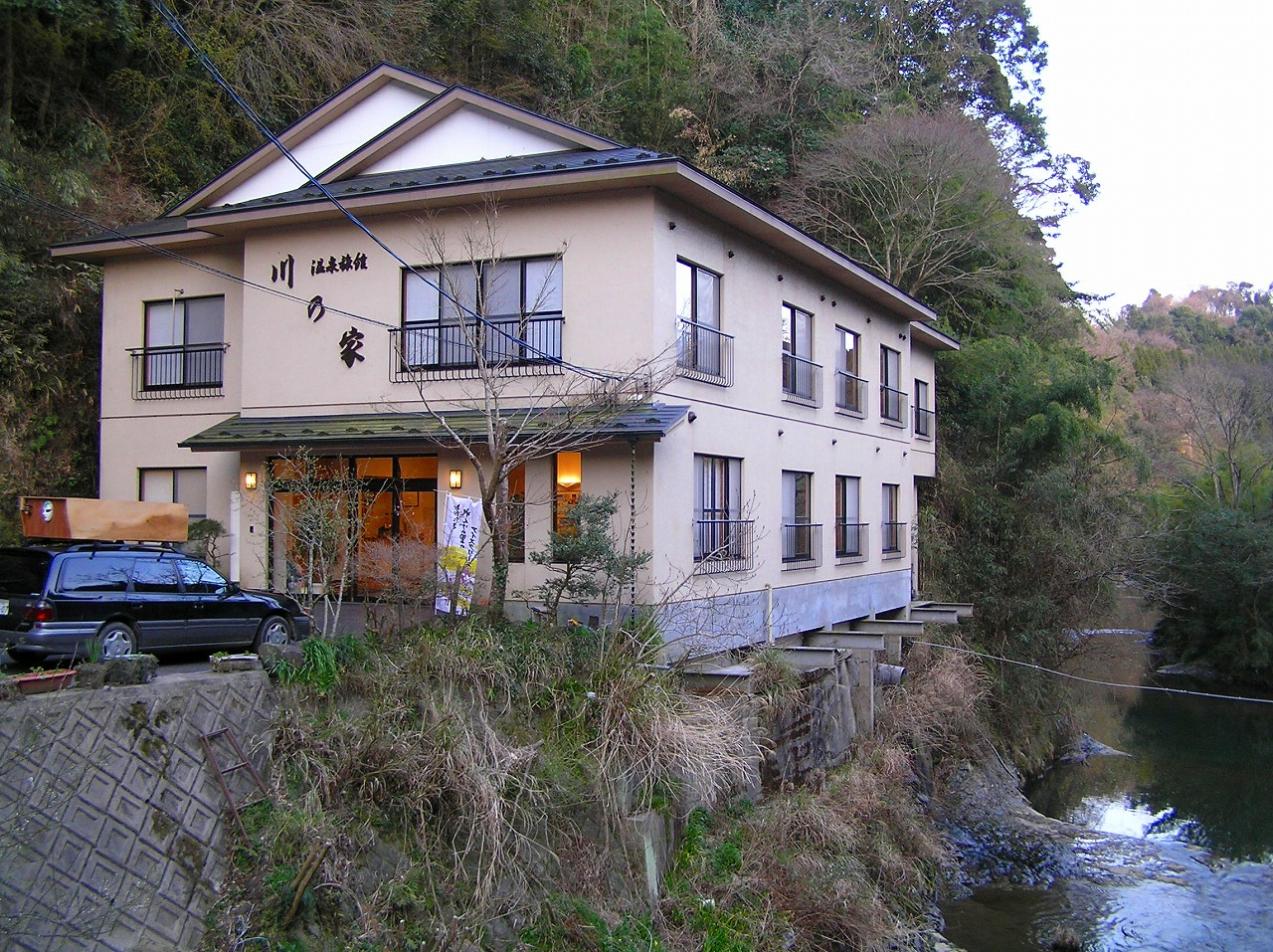
養老渓谷温泉

- 54.印旛沼（八千代市・成田市・佐倉市・印西市・栄町）
- 55.手賀沼（柏市・我孫子市・白井市・印西市）
- 56.水郷十二橋と与田浦（香取市）
- 57.雄蛇ヶ池（東金市）
- 58.小中池（大網白里市）
- 59.洞庭湖（一宮町）
- 60.熊野の清水（長南町）
- 61.三島湖と豊英湖（君津市）

森・林（21項目）
- 62.幕張のタブ林（千葉市）
- 63.高滝神社の森（市原市）
- 64.国府台の森（市川市）
- 65.船橋県民の森（船橋市）
- 66.松戸の浅間神社の森（松戸市）
- 67.麻賀多神社の森（成田市）
- 68.小御門神社の森（成田市）
- 69.神崎森（神崎町）
- 70.東庄県民の森（東庄町）
- 71.渡海神社の森（銚子市）
- 72.妙福寺と飯高神社の森（匝瑳市）
- 73.日吉神社の森（東金市）
- 74.石塚の森（山武市）
- 75.山武杉の美林（山武市）
- 76.軍荼利山植物群落地（一宮町）
- 77.大多喜県民の森（大多喜町）
- 78.館山野鳥の森（館山市）
- 79.内浦山県民の森（鴨川市）
- 80.千葉県立清和県民の森（君津市）
- 81.三石山自然林（君津市）
- 82.坂戸神社の森（袖ケ浦市）

動植物（16項目）
- 83.ホオジロ（全県）
- 84.検見川の大賀ハス（古代ハス）（千葉市）
- 85.葛飾八幡宮の千本イチョウ（市川市）
- 86.柏のカタクリ群生地（柏市）
- 87.神崎の大クス（神崎町）
- 88.成東・東金食虫植物群落（山武市・東金市）
- 89.高照寺の乳イチョウ（勝浦市）
- 90.キヨスミミツバツツジとヒカゲツツジ（大多喜町ほか）
- 91.モリアオガエル（大多喜町・鴨川市ほか）
- 92.大原の椿の里（いすみ市）
- 93.長福寺 (いすみ市)のイヌマキ（いすみ市）
- 94.南房総の花畑（南房総市・館山市）
- 95.ウスアカヤマドリ（南房総市ほか）
- 96.清澄の大スギ（鴨川市）
- 97.鯛の浦のタイ生息地（鴨川市）
- 98.ルースシジミ（君津市ほか）

地層
- 99.木下貝層（印西市）
- 100.沼サンゴ層（館山市）

### 歴史
神社仏閣・歴史的建造物（52項目）
- 1.千葉教会教会堂（千葉市）
- 2.旧大沢家住宅（習志野市）
- 3.飯香岡八幡宮（市原市）
- 4.鳳来寺観音堂（市原市）
- 5.西願寺（市原市）
- 6.正覚院（八千代市）
- 7.中山法華経寺（市川市）
- 8.大神宮の灯明台（船橋市）
- 9.戸定館（松戸市）
- 10.本土寺（松戸市）
- 11.布施弁天（東海寺）（柏市）
- 12.鎌ヶ谷大仏（鎌ケ谷市）
- 13.旧宇田川家住宅・旧大塚家住宅（浦安市）
- 14.旧手賀教会堂（柏市）
- 15.成田山新勝寺（成田市）
- 16.宗吾霊堂（東勝寺）（成田市）
- 17.旧堀田邸（佐倉厚生園）（佐倉市）
- 18.武家屋敷通り (佐倉市)
- 19.松虫寺（印西市）
- 20.滝田家住宅（白井市）
- 21.宝珠寺（印西市）
- 22.結縁寺（印西市）
- 23.栄福寺（印西市（旧・本埜村））
- 24.龍角寺（栄町）
- 25.香取神宮（香取市）
- 26.観福寺（香取市）
- 27.小野川沿い歴史的町並み（香取市）
- 28.龍正院（成田市）
- 29.大慈恩寺（成田市）
- 30.真浄寺（香取市）
- 31.猿田神社と森（銚子市）
- 32.常灯寺（銚子市）
- 33.飯高壇林跡と森（匝瑳市）
- 34.日本ハリストス正教会と聖画（匝瑳市）
- 35.藻原寺（茂原市）
- 36.橘神社（茂原市）
- 37.妙楽寺と森（睦沢町）
- 38.笠森寺と自然林（長南町）
- 39.渡辺家住宅（大多喜町）
- 40.五倫文庫（御宿町）
- 41.浪切不動（大聖寺）（いすみ市）
- 42.山田大門と鉄造仏頭（いすみ市）
- 43.清水寺と森（いすみ市）
- 44.安房神社（館山市）
- 45.那古寺（館山市）
- 46.船形崖観音（大福寺）（館山市）
- 47.鏡忍寺（鴨川市）
- 48.日本寺と石像仏群（鋸南町）
- 49.延命寺（南房総市）
- 50.石堂寺と旧尾形家住宅（南房総市）
- 51.清澄寺（鴨川市）
- 52.神野寺（君津市）

史跡・碑（31項目）
- 53.加曽利貝塚（千葉市）
- 54.上総国分寺・尼寺跡（市原市）
- 55.二子塚古墳（市原市）
- 56.姉崎天神山古墳（市原市）
- 57.堀之内貝塚（市川市）
- 58.二十世紀梨誕生の地記念碑（松戸市）
- 59.山崎貝塚（野田市）
- 60.将門の井戸（我孫子市）
- 61.関宿城跡（野田市）
- 62.獣医学実地教育発祥地（成田市）
- 63.四街道地名発祥の道標（四街道市）
- 64.本佐倉城跡（根古谷城）（酒々井町）
- 65.富里牧羊場跡（富里市）
- 66.西の城貝塚（神崎町）
- 67.良文貝塚（香取市）
- 68.宮谷県庁跡（大網白里市）
- 69.智恵子抄の碑（九十九里町）
- 70.蕪木古墳群（山武市）

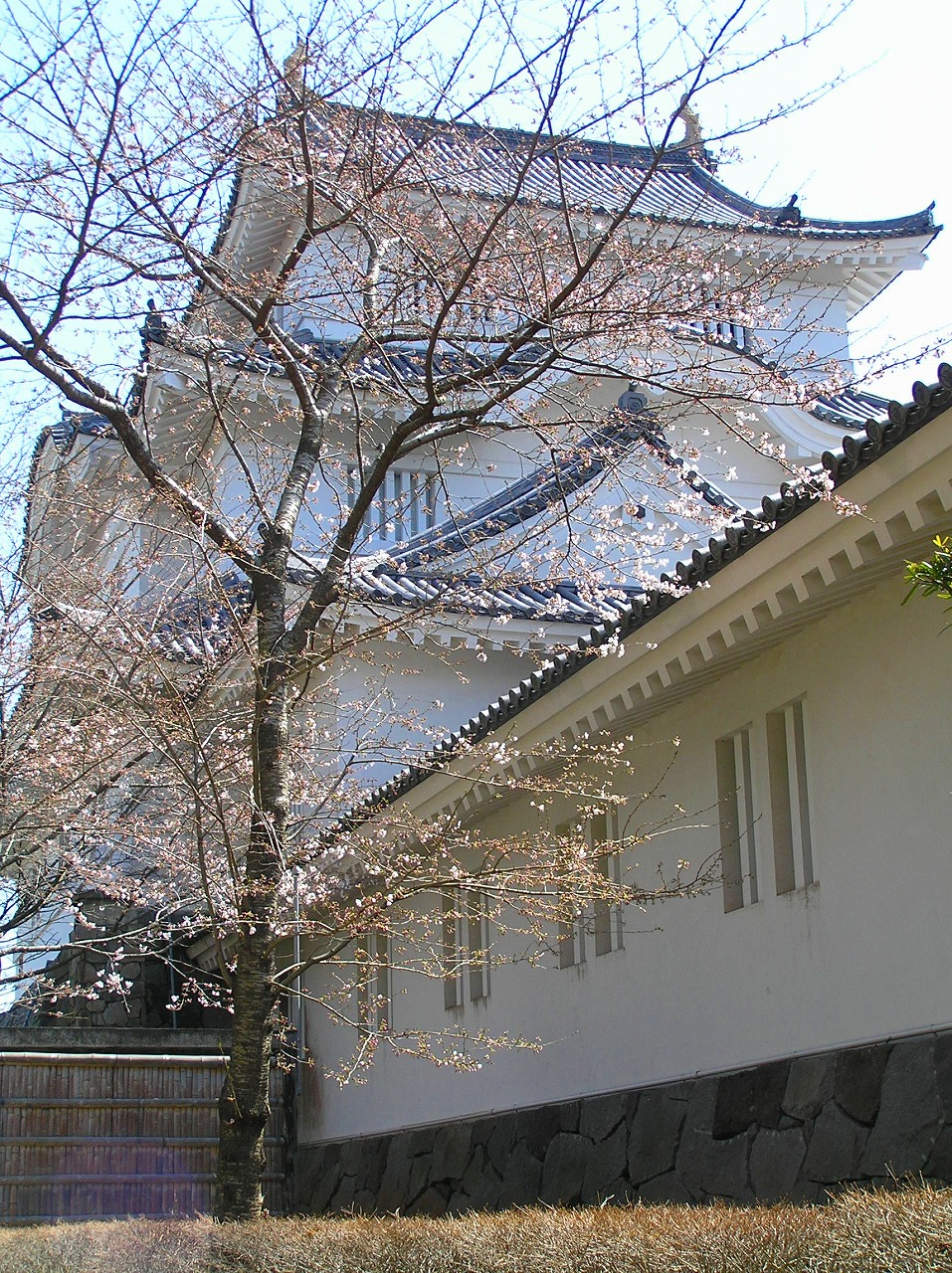
大多喜城

- 71.殿塚・姫塚と芝山古墳・はにわ博物館（横芝光町・芝山町）
- 72.長柄横穴群（長柄町）
- 73.能満寺古墳（長南町）
- 74.官軍塚（勝浦市）
- 75.上総大多喜城跡と県立総南博物館（大多喜町） ※現在の千葉県立中央博物館大多喜城分館
- 76 日西墨交通発祥記念碑（御宿町）
- 77.源頼朝上陸地（鋸南町）
- 78.里見氏の墓（南房総市）
- 79.日本酪農発祥地（南房総市）
- 80.金鈴塚古墳（木更津市）
- 81.九十九坊廃寺跡（君津市）
- 82.弁天山古墳（富津市）
- 83.内裏塚古墳群と飯野陣屋跡（富津市）

古街道（3項目）
- 84.成田街道（市川市～成田市）
- 85.御成街道（船橋市～東金市）
- 86.水戸街道（松戸市～我孫子市）

偉人（14項目）
- 87.千葉常胤と亥鼻城跡（千葉市）
- 88.青木昆陽と甘藷試作地（千葉市・九十九里町）
- 89.佐藤泰然と旧佐倉順天堂（佐倉市）
- 90.浅井忠（佐倉市）
- 91.津田梅子（佐倉市）
- 92.伊能忠敬と旧宅・記念館（香取市・九十九里町）
- 93.大原幽学と旧林家住宅（旭市）
- 94.国木田独歩と句碑（銚子市）
- 95.伊藤左千夫と生家（山武市）
- 96.荻生徂徠と勉学の地（茂原市）
- 97.宮彫刻師「伊八」（鴨川市）
- 98.古泉千樫と生誕地（鴨川市）
- 99.菱川師宣と記念館（鋸南町）
- 100.日蓮上人と誕生寺（鴨川市）

### 施設
文化施設（14項目）
- 1.千葉県立美術館（千葉市）
- 2.千葉県文化会館（千葉市）
- 3.野田市郷土博物館（野田市）
- 4.鈴木貫太郎記念館（野田市）
- 5.房総風土記の丘と房総のむら（成田市・栄町）
- 6.大利根博物館（香取市） ※現在の千葉県立中央博物館大利根分館
- 7.水郷佐原山車会館（香取市）
- 8.天保水滸伝遺品館（東庄町・飯岡町）
- 9.地球の丸く見える丘展望館（銚子市）
- 10.銚子公正市民館（銚子市）
- 11.九十九里いわし博物館（九十九里町）
- 12.永吉の眼科記念館（茂原市）
- 13.安房博物館（館山市） ※現在の“渚の駅”たてやま
- 14.上総博物館（木更津市） ※現在の木更津市郷土博物館金のすず

スポーツ・レジャー施設・遊園地（24項目）
- 15.千葉県総合運動場（千葉市）
- 16.海のこどもの国わんぱくランド（千葉市）
- 17.千葉市動物公園（千葉市）
- 18.千葉県こどもの国（市原市）
- 19.京成バラ園（八千代市）
- 20.ワンパク王国（船橋市） ※現在のふなばしアンデルセン公園
- 21.東京ディズニーランド（浦安市）
- 22.グライダー滑空場（野田市）
- 23.佐倉草ぶえの丘と野鳥の森（佐倉市）
- 24.酒々井ちびっこ天国（酒々井町）
- 25.横芝海のこどもの国（横芝光町） ※2003年8月31日閉園
- 26.ひめはるの里（茂原市）
- 27.一宮川観光汽船（一宮町） ※現在は運航停止
- 28.白子テニスリゾート（白子町）
- 29.白子の砂風呂（白子町）
- 30.長柄町自然休養村（長柄町）
- 31.勝浦海中公園（海中展望塔）（勝浦市）
- 32.行川アイランド（勝浦市） ※2001年8月31日閉園
- 33.大原町サイクリングセンター（いすみ市）
- 34.南房パラダイス（館山市）
- 35.安房自然村（館山市）
- 36.太海フラワー磯釣センター（鴨川市）
- 37.鴨川シーワールド（鴨川市）
- 38.マザー牧場（富津市）

交通施設（7項目）

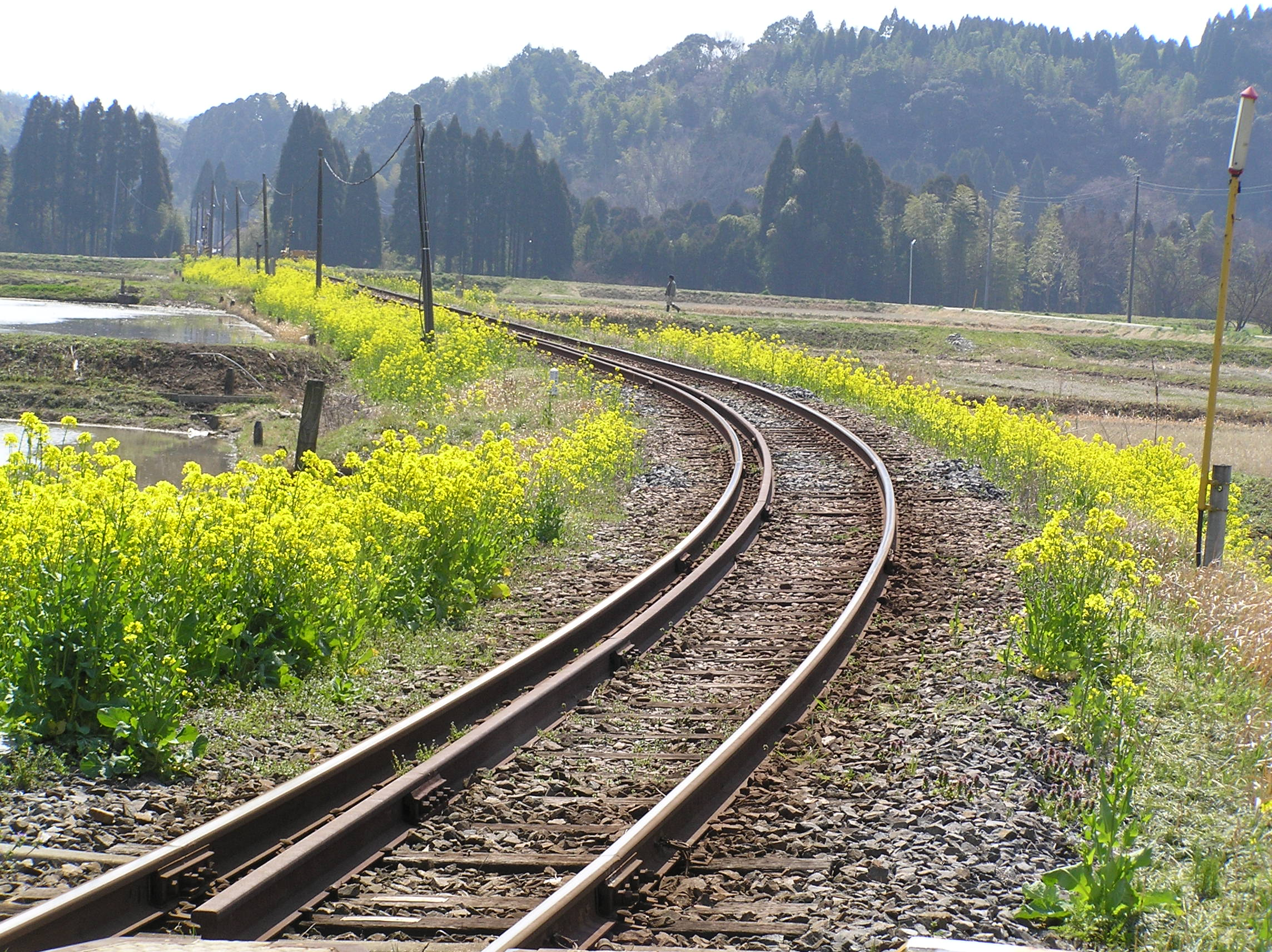
いすみ鉄道

- 39.和風電車「なのはな号」（全県） ※JR東日本所有ジョイフルトレイン（現在廃車）
- 40.千葉都市モノレール「タウンライナー」（千葉市）
- 41.小湊鉄道と蒸気機関車（市原市・大多喜町）
- 42.総武流山電鉄（流山市）
- 43.新東京国際空港（成田市） ※現在の成田国際空港
- 44.銚子電気鉄道（銚子市）
- 45.いすみ鉄道（木原線）（いすみ市・大多喜町）

公園（28項目）
- 46.青葉の森公園（千葉市）
- 47.稲毛海浜公園（千葉市）
- 48.昭和の森（千葉市）
- 49.泉自然公園（千葉市）
- 50.千葉公園（千葉市）
- 51.泉谷公園（ほたるのいる公園）（千葉市）
- 52.谷津公園（習志野市）
- 53.市川の里見公園（市川市）
- 54.船橋市海浜公園（船橋市）
- 55.清水公園（野田市）
- 56.あけぼの山公園（柏市）
- 57.三里塚記念公園（成田市）
- 58.国立歴史民俗博物館佐倉城址公園（佐倉市）
- 59.印旛沼公園（師戸城址）（印西市）
- 60.水生植物園（香取市）
- 61.小見川の城山公園（小見川城跡）（香取市）
- 62.雲井岬つつじ公園（東庄町）
- 63.東金公園と八鶴湖（東金市）
- 64.丸山公園とBMX国際公認コース（東金市）
- 65.九十九里のふるさと自然公園（九十九里町）
- 66.蓮沼海浜公園（ウォーターガーデン）（山武市）
- 67.茂原公園（茂原市）
- 68.万木城跡公園（いすみ市）
- 69.月の沙漠公園（御宿町）
- 70.館山の城山公園（館山城跡）（館山市）
- 71.鴨川潮さい公園（海浜プロムナード）（鴨川市）
- 72.君津の城山公園（久留里城址）（君津市）
- 73.袖ケ浦公園（袖ケ浦市）

塔・橋・ダム（10項目）
- 74.千葉ポートタワーと千葉港（千葉市）
- 75.新川と村上橋・なかよし橋（八千代市）
- 76.銚子大橋（銚子市）
- 77.勝浦ダム（勝浦市）
- 78.天然ガス発祥記念のガス塔（大多喜町）
- 79.荒木根ダム（いすみ市）
- 80.金山ダム（鴨川市）
- 81.めがね橋（南房総市）
- 82.中の島大橋（木更津市）
- 83.亀山ダムと温泉郷（君津市）

町並み・道（6項目）
- 84.常盤平の桜並木とけやき並木（松戸市）
- 85.史跡文学遊歩道（我孫子市）
- 86.小林牧場の桜並木（印西市）
- 87.あじさい遊歩道（多古町）
- 88.石だたみの町外川（銚子市）
- 89.メキシコ通り遊歩道（大多喜町）

その他（11項目）
- 90.乳牛育成牧場（市原市）
- 91.ららぽーと船橋（船橋市） ※現在のららぽーとTOKYO-BAY
- 92.矢切の渡しと野菊の墓文学碑（松戸市）
- 93.醤油御用蔵（野田市）
- 94.山階鳥類研究所（我孫子市）
- 95.花植木センター（成田市）
- 96.銚子漁港と魚市場（銚子市）
- 97.勝浦追跡官制所（勝浦市） ※現在の宇宙航空研究開発機構(JAXA) 勝浦宇宙通信所
- 98.薬草園（大多喜町）
- 99.ハーブ園（大多喜町）
- 100.東京湾観音（木更津市）

### 民俗
伝統的な祭り・行事（38項目）
- 1.吉橋大師講（八千代市）
- 2.国府台の辻切り（市川市）
- 3.二宮神社の大祭（船橋市・千葉市・習志野市・八千代市）
- 4.万満寺の股くぐり（松戸市）
- 5.野田のどろんこ祭り（野田市）
- 6.鰭ヶ崎おびしゃ行事（流山市）
- 7.浦安の大祭（浦安市）
- 8.成田祇園祭り（成田市）
- 9.佐倉麻賀多神社の祭り（佐倉市）
- 10.和良比のどろんこ祭り（四街道市）
- 11.大鷲神社の酉の市（栄町）
- 12.佐原の大祭（香取市）
- 13.側高神社の髭撫（ひげなで）祭り（香取市）
- 14.大須賀大神の祭り（成田市）
- 15.山倉のサケ祭り（香取市）
- 16.熊野神社の神幸祭（旭市）
- 17.東大社の式年神幸祭（東庄町・銚子市・旭市・香取市）
- 18.八重垣神社の駒まね祭り（匝瑳市）
- 19.飯岡の大念仏（旭市）
- 20.茂原の酉の市（茂原市）
- 21.茂原の六斉市（茂原市）
- 22.玉前神社のはだか祭り（一宮町）
- 23.一宮川の灯籠流し（一宮町）
- 24.鵜原の大名行列（勝浦市）
- 25.勝浦の朝市（勝浦市）
- 26.御宿の七つ子参り（御宿町）
- 27.大原はだか祭り（いすみ市）
- 28.大原の朝市（いすみ市）
- 29.八幡の国司祭（館山市）
- 30.吉保八幡のやぶさめ（鴨川市）
- 31.平群の花火祭り（南房総市）
- 32.増間のおまと（南房総市）
- 33.白間津祭り（南房総市）
- 34.高家神社の包丁式（南房総市）
- 35.賀茂神社の八朔（南房総市）
- 36.鹿野山の花嫁祭り（君津市）
- 37.吾妻神社の馬だし祭り（富津市）
- 38.飽富神社の筒粥神事（袖ケ浦市）

神楽・舞・唄（28項目）
- 39.千葉の浅間神社の神楽（千葉市）
- 40.大塚ばやし（市原市）
- 41.船橋ばか面踊り（船橋市）
- 42.松戸の万作踊り（松戸市）
- 43.野田のばっぱか獅子舞（野田市）
- 44.亀崎ばやし・栗山ばやし（四街道市）
- 45.墨の獅子舞（酒々井町）
- 46.麦つき唄・麦つき踊り（八街市）
- 47.浦部の神楽（印西市）
- 48.平岡の獅子舞（印西市）
- 49.多古のしいかご舞（多古町）
- 50.銚子の大漁節（銚子市）
- 51.八日市場の盆踊り（匝瑳市）
- 52.鎌数の神楽（旭市）
- 53.水神社の永代大御新楽（旭市）
- 54.広済寺の鬼来迎（横芝光町）
- 55.仁組の獅子舞（匝瑳市）
- 56.東金ばやし（東金市）
- 57.永田の獅子舞（大網白里市）
- 58.九十九里大漁節（九十九里町）
- 59.大宮神社のはしご獅子舞（横芝光町）
- 60.東浪見甚句（一宮町）
- 61.岩沼の獅子舞（長生村）
- 62.安房節（館山市）
- 63.北風原の羯鼓舞（鴨川市）
- 64.白浜音頭（南房総市）
- 65.木更津甚句（木更津市）
- 66.三島の棒羯鼓舞（君津市）

新しいまつり・行事（22項目）
- 67.千葉の親子三代夏まつり（千葉市）
- 68.千葉市民花火大会（千葉市）
- 69.千葉ののみの市（千葉市）
- 70.市原市民まつり（市原市）
- 71.八千代ふるさと親子まつり（八千代市）
- 72.船橋市産業まつり（船橋市）
- 73.野田の七夕祭り（野田市）
- 74.我孫子あやめまつり（我孫子市）
- 75.浦安市納涼花火大会（浦安市）
- 76.印旛沼花火大会（佐倉市）
- 77.おみがわ花火大会（香取市）
- 78.大潮祭りと銚子みなとまつり（銚子市）
- 79.旭七夕市民まつり（旭市）
- 80.東金やっさまつり（東金市）
- 81.はにわまつり（芝山町）
- 82.もばら七夕まつり（茂原市）
- 83.長南町大花火大会（長南町）
- 84.大多喜お城まつり（大多喜町）
- 85.大多喜世界レンゲまつり（大多喜町）
- 86.若塩マラソン大会（館山市）
- 87.白浜海の女まつり（南房総市）
- 88.木更津の港まつり（木更津市）

伝承・民話（10項目）
- 89.九十九里浜と矢指塚の民話（九十九里地域・多古町）
- 90.羽衣の松の民話（千葉市）
- 91.真間の手児奈の民話（市川市）
- 92.竜角寺の七不思議の民話（栄町）
- 93.女が堰の片ふた梅の民話（睦沢町）
- 94.海女と大アワビの民話（御宿町）
- 95.南総里見八犬伝（館山市他）
- 96.西春法師とメラ星の民話（館山市・南房総市）
- 97.くらげに骨なしの民話（鴨川市）
- 98.証誠寺のたぬきばやしの民話（木更津市）

その他（2項目）
- 99.房州の海女（勝浦市・御宿町・いすみ市・南房総市）
- 100.上総掘り（木更津市・君津市・袖ケ浦市）

### 特産
農・林・畜産品（29項目）
- 1.落花生とその加工品・料理（さや煎り、みそ、おこわ、煮豆、あめ、砂糖ころがし、せんべい）（全県）
- 2.さつまいも（全県）
- 3.コシヒカリ（全県）
- 4.房総の花（全県）
- 5.にんじん・だいこん（全県）
- 6.さといも（全県）
- 7.メロン（全県）
- 8.くり（千葉市・成田市・印西市・木更津市）
- 9.なしと梨ブランデー（市川市・白井市・鎌ケ谷市・船橋市・市原市・香取市・一宮町・いすみ市）
- 10.ねぎ（東葛飾地域・山武地域・長生地域）
- 11.かぶ（東葛飾地域・香取地域）
- 12.ニラ（柏市・香取市・君津市）
- 13.スイカ（印旛地域・山武地域）
- 14.豚（香取地域・海匝地域他）
- 15.いちご（旭市・東金市・館山市・山武市・東庄町）
- 16.とうもろこし（海匝地域・山武地域）
- 17.肉牛（海匝地域他）
- 18.トマト・きゅうり（海匝地域・長生地域）
- 19.マキ（槙）（匝瑳市・東金市）
- 20.灯台印キャベツ（銚子市）
- 21.大浦ごぼう（匝瑳市）
- 22.しいたけ（長生地域・夷隅地域・君津地域）
- 23.たけのことその料理（夷隅地域・安房地域・君津地域）
- 24.ミョウガ（大多喜町）
- 25.レタス（安房地域・君津地域）
- 26.牛乳とその加工品・料理（牛乳せんべい、初乳チーズの煮物）（安房地域他）
- 27.食用菜花（安房地域）
- 28.房州ビワ（南房総市・館山市・鋸南町）
- 29.きゃら（君津市）

水産品（14項目）
- 30.九十九里のいわしとその加工品・料理（九十九里地域）
サージンミート、かん詰、干物、ごま漬け、だんご、佃煮、なれずし、かまぼこ、そうめん
- 31.九十九里のながらみ・はまぐり（九十九里地域）
- 32.伊勢えび（房総地域他）
- 33.房総のあわび・さざえ（外房地域）
- 34.外房のひじき（外房地域）
- 35.東京港のあさりとその料理（内房地域）
ふうかし、あさりぐし、酒むし
- 36.東京湾ののりとその佃煮（内房地域）
- 37.鯉・鮒とその料理（印旛沼周辺・手賀沼周辺・利根川沿岸）
甘煮、甘露煮、鯉こく、あらい、たたき汁
- 38.利根川のしじみ（香取市・東庄町・銚子市）
- 39.さんまとその加工品・料理（銚子市他）
干物、かん詰、押しずし
- 40.しら魚（旭市）
- 41.かわはぎとその干物（南房総市・鴨川市）
- 42.鯨と鯨のたれ（南房総市）
- 43.車えび（富津市）

民・工芸品（27項目）
- 44.へら浮子（千葉市・船橋市・旭市）
- 45.上総こいのぼり（市原市）
- 46.八千代びな（八千代市）
- 47.行徳神輿（市川市）
- 48.鋏（松戸市・市原市・成田市）
- 49.友禅染（松戸市他）
- 50.べっ甲細工（松戸市）
- 51.野田和樽（野田市）
- 52.木撥（流山市）
- 53.江戸つまみかんざし（流山市）
- 54.真朱焼（鎌ケ谷市）
- 55.落花生人形（八街市）
- 56.佐原ラフィア（佐原市）
- 57.万祝染（大漁旗、半天、長着）（銚子市・旭市・鴨川市）
- 58.籐製品（銚子市・千葉市）
- 59.銚子ちぢみ（銚子市）
- 60.上総建具・組み子工芸（山武市）
- 61.上総の凧（茂原市・市原市・一宮町・長南町）
- 62.本格絵馬（茂原市）
- 63.海女人形（安房地域・夷隅地域）
- 64.房州うちわ（館山市・南房総市）
- 65.竹工芸品（館山市他）
- 66.唐棧織（館山市）
- 67.綴錦織（館山市）
- 68.房州船鋸（鴨川市）
- 69.雨城楊枝（君津市）
- 70.小糸の煙火（君津市）

加工食品（17項目）
- 71.清酒（全県）
- 72.焼蛤（千葉市・浦安市他）
- 73.醤油（野田市・銚子市・東庄町）
- 74.流山のみりん（流山市）
- 75.鉄砲漬（成田市）
- 76.成田の羊かん（成田市）
- 77.佐倉の味噌（香取市）
- 78.すずめ焼（佐原市）
- 79.かつおの角煮・なまり節・塩辛（銚子市・勝浦市）
- 80.さばの干物とかん詰（銚子市・南房総市）
- 81.初夢漬（匝瑳市）
- 82.金山寺みそ・ひしお（東金市他）
- 83.ゆず羊かん（東金市他）
- 84.甘露梅（夷隅地域・君津地域）
- 85.鯛せんべい（勝浦市・鴨川市）
- 86.鯛みそ（鴨川市）
- 87.アオヤギとトリ貝の干物（富津市）

郷土料理（12項目）
- 88.太巻ずし（全県）
- 89.活魚料理（沿岸地域）
- 90.あじの料理（なめろう、さんが、水なます、たたき）（沿岸地域）
- 91.鴨料理（市川市・旭市）
- 92.芋もち（印旛地域・海匝地域・長生地域）
- 93.香取の草だんご（香取地域）
- 94.かいそう（海匝地域・山武地域）
- 95.やーごめ（海匝地域・市原市）
- 96.はば雑煮（山武地域）
- 97.とうぞ（長生地域・市原市）
- 98.いすみみそ（夷隅地域）
- 99.きゃらぶきとふきのぬか漬け（夷隅地域・君津地域）

その他（1項目）
- 100.天然ガス・ヨード（長生地域・夷隅地域）